# キリンシア
キリンシア（Kylinxia）は、約5億年前のカンブリア紀に生息した化石節足動物の一属。中国雲南省の澄江動物群で見つかった Kylinxia zhangi という1種のみによって知られる。真正の節足動物でありながらも、アノマロカリスなどのラディオドンタ類と似た頭部構造を兼ね備え、初期の節足動物の進化に重要な情報を与えた古生物として注目される。

## 名称
様々な節足動物の特徴を掛け合わせたような姿をもつことにより、学名「Kylinxia」は、中国神話に登場する、複数の脊椎動物の特徴を掛け合わせた合成獣「麒麟」（きりん、英：kylin）と、漢字「蝦」（簡体字：虾、中国語においてはエビ様の水生節足動物に常用される名称）のピンイン「xia」の合成語である。模式種（タイプ種）の種小名「zhangi」は、その従基準標本（パラタイプ）を寄贈した章曄暉（Zhang Yehui、簡体字：章晔晖）に因む。中国語は「麒麟蝦」（Qílín xiā、チーリンシア）といい、模式種は「章氏麒麟蝦」と呼ぶ。

## 化石
キリンシアの化石標本は、澄江動物群を含んだ中国雲南省澄江地域の堆積累層 Maotianshan Shale の Yu'anshan Formation（カンブリア紀第三期、約5億1,800万年前）のみから発見され、記載される時点（Zeng et al. 2020）では側面で保存された6つの大小の標本（NIGP 171304–171308, YLSNHM 01124）のみ知られている。これらの標本の保存状態は消化管や眼などの軟組織まで分かるほど良好で、中で脳と考えられる痕跡をもつものもある。従基準標本 YLSNHM 01124 は中国廈門市の Yingliang Stone Natural History Museum に所蔵している。

## 形態

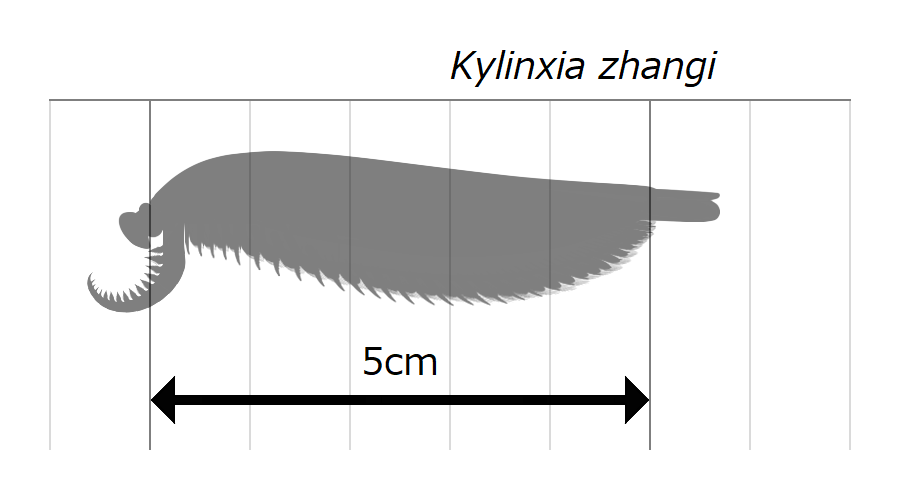
キリンシアのサイズ測定図

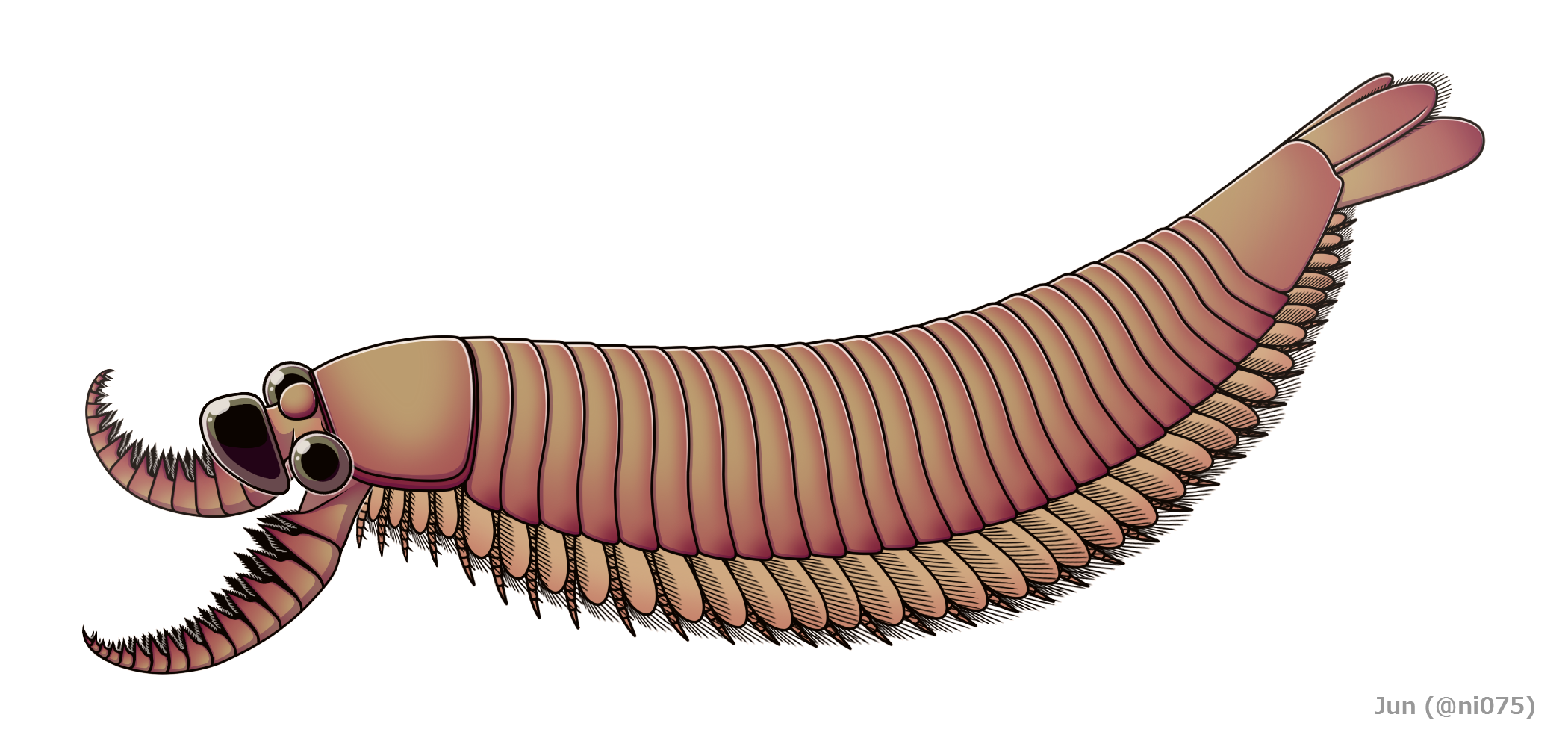
O’Flynn et al. 2023 の見解に基づいた Kylinxia zhangi の全身復元図

付属肢を除いた体長は約2.3cmから5.7cm、体節に分かれた細長い体は前後で頭部・胴部・尾部という3つの合体節に区分される。メガケイラ類に似た同規的な胴節と脚・オパビニア類などに似た奇数個の眼・ラディオドンタ類に似た触手様の前端の付属肢を兼ね備えるという、他に類が見られない独特な特徴の組み合わせをもつ。

### 頭部

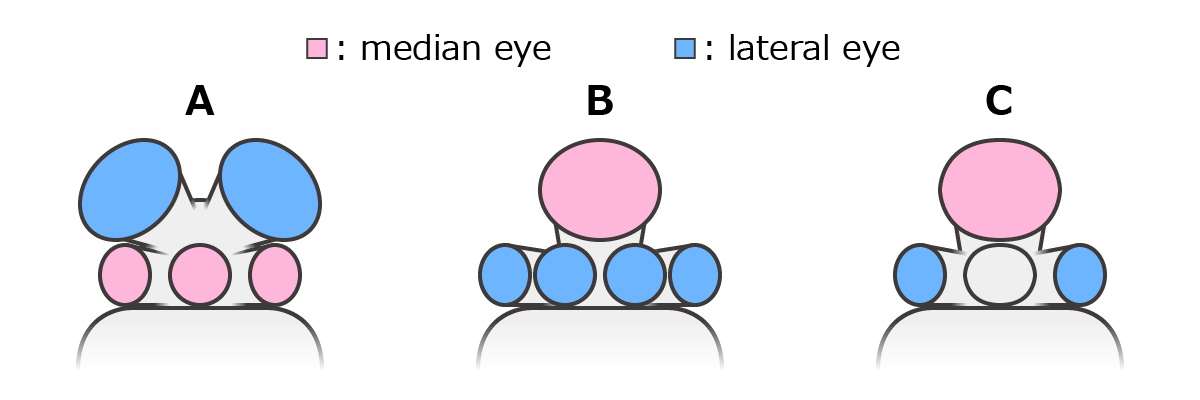
キリンシアの眼に対する3つの解釈
ピンク色：中眼
青色：側眼
A: Zeng et al. 2020
B: Moysiuk & Caron 2022
C: O’Flynn et al. 2023

頭部（head）の背面は1枚の背甲（carapace）に覆われている。背甲の縁が分化し、両後端は丸みを帯びて尖らない。小型個体の場合、背甲の後縁中央には1本の棘がある。O’Flynn et al. 2023 によると、背甲の直前（眼の間）には1枚の小さな甲皮（anterior sclerite）がある。腹側にある口は、前端の付属肢（後述）の直後で後ろ向きに開口する。上唇やハイポストーマは不明。
奇数個の眼（複眼）は全てが発達で、頭部前端の節間膜的な構造体に集約される。しかし、キリンシアは側面で保存された化石標本のみ知られるため、どの眼が対なるかどうかが分かりにくく、その数や構造は文献により解釈が異なる。原記載の Zeng et al. 2020 では、眼は5つで全てが太くて短い眼柄を有し、前方の大きな眼は1対の側眼（lateral eye）、後方の小さな眼は3つの中眼（median eye）と解釈される。Moysiuk & Caron 2022 では、眼は同じ5つであるものの、前方の大きな眼は眼柄をもたない単一の中眼、後方の眼は眼柄をもつ2対の側眼と解釈される。O’Flynn et al. 2023 ではCTスキャンの解析結果を基に、眼は3つのみで全てが眼柄を有し、前方の大きな眼は単一の中眼、後方の眼は1対の側眼と解釈される。

#### 前端の付属肢

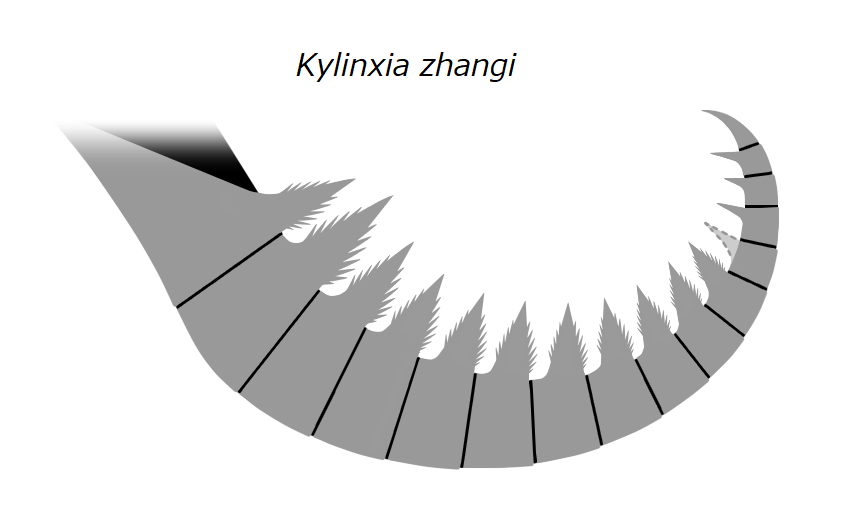
キリンシアの前端の付属肢（反対側の内突起は省略される）

眼の直後から口の直前までの腹面には、捕獲用に発達した前端の付属肢（frontalmost appendage）が1対ある。これは上向きに湾曲できる触手のような関節肢であり、16節（柄部1節と残り15節）の肢節に分かれている。柄部に当たる第1肢節の内側は、斜めに広げた節間膜を介して頭部の腹面に連結する。爪のような最終肢節を除き、それぞれの肢節の内側には1対の内突起（endite）がある。内突起は先端の肢節ほど短くなり、原記載の Zeng et al. 2020 では第2肢節にある最も長い1対をはじめとして長短を繰り返すとされていたが、O’Flynn et al. 2023 では長短の繰り返しはなかったとされる。内突起の長さは該当肢節の高さを超えることはなく、三角形で幅広い基部をもち、そのほとんどが両縁に最多7本の鋭い分岐（auxiliary spine）が並んでいる。

### 胴部
長い胴部（trunk）は23から26の胴節に構成され、それぞれ1枚の背板（tergite）と1対の付属肢をもつ（後述）。背板は横に細長く、左右の出っ張り（肋部 pleura）は丸みを帯びて尖らない。小型個体の場合、最終数枚の背板は明らかに短い。

### 尾部
尾部（pygidium）は三角形に近く、5対の付属肢をもつことから、少なくとも5節の体節から融合した合体節と考えられる。後方にある尾扇（tail fan）は、ほぼ同じ長さの3枚の葉状部分に構成される。そのうち左右の2枚（lateral lobes）は尾部の途中から張り出し、尾部の末端に関節した中央の1枚（middle lobe）は後縁に剛毛が並んでいる。

### 口以降の付属肢
体の腹面は、口の直後から尾部にかけて数十対の付属肢が配置されており、各胴節に1対、尾部に少なくとも5対ある。そのほとんどがほぼ同じ長さの外肢（exopodite）と内肢（endopodite）でできた二叉型付属肢である。外肢は楕円形で縁に櫛状の構造体（lamellae）が並んでおり、内肢は歩脚状で少なくとも7節の肢節に分かれ、内側に丸い内突起（endite）がある。二叉型付属肢の中で、途中の胴節にあるものが一番長い。
口直後の4対の付属肢はやや短く、文献により解釈が異なる。Zeng et al. 2020 では、これらは葉状の単枝型付属肢であり、そのうち前2対が頭部、後2対が第1-2胴節由来とされる。O’Flynn et al. 2023 では、これらは全て頭部由来で、前述した胴部付属肢と似た二叉型である。後者に基づくと、キリンシアの頭部は6節の体節が含まれる（眼をもつ先節+前端の付属肢をもつ第1体節+4対の二叉型付属肢をもつ第2-5体節）。

### 内部構造
内部構造として消化系と神経系が知られている。消化管は前後で頭部の食道と前腸、胴部の中腸、および尾部の後腸に区分される。食道は口から頭部の前方に伸ばし、Uの字型に上に曲がり返してから前腸が続く。中腸は胴節数に応じて数十対の消化腺（digestive glands）が左右に配置される。後腸の終点である肛門は尾部で後腹側方向に開口する。消化管の腹側には節足動物として典型的なはしご形神経系をもつ。腹神経索（ventral nerve cord）は各付属肢に対応する神経節（ganglion）をもち、眼と食道の間には、前大脳（protocerebrum）と考えられる塊がある。

### 他の節足動物との比較

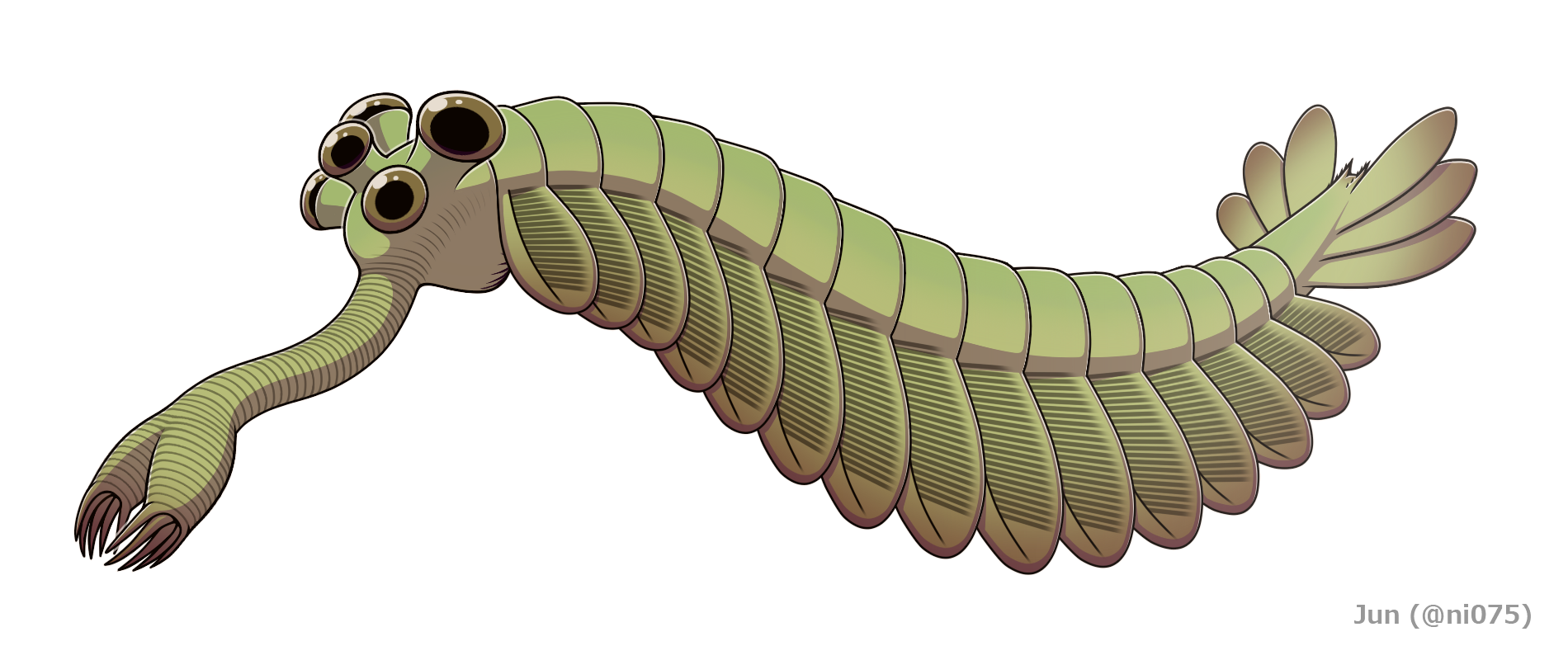
大小5つの眼をもつオパビニア（オパビニア類）

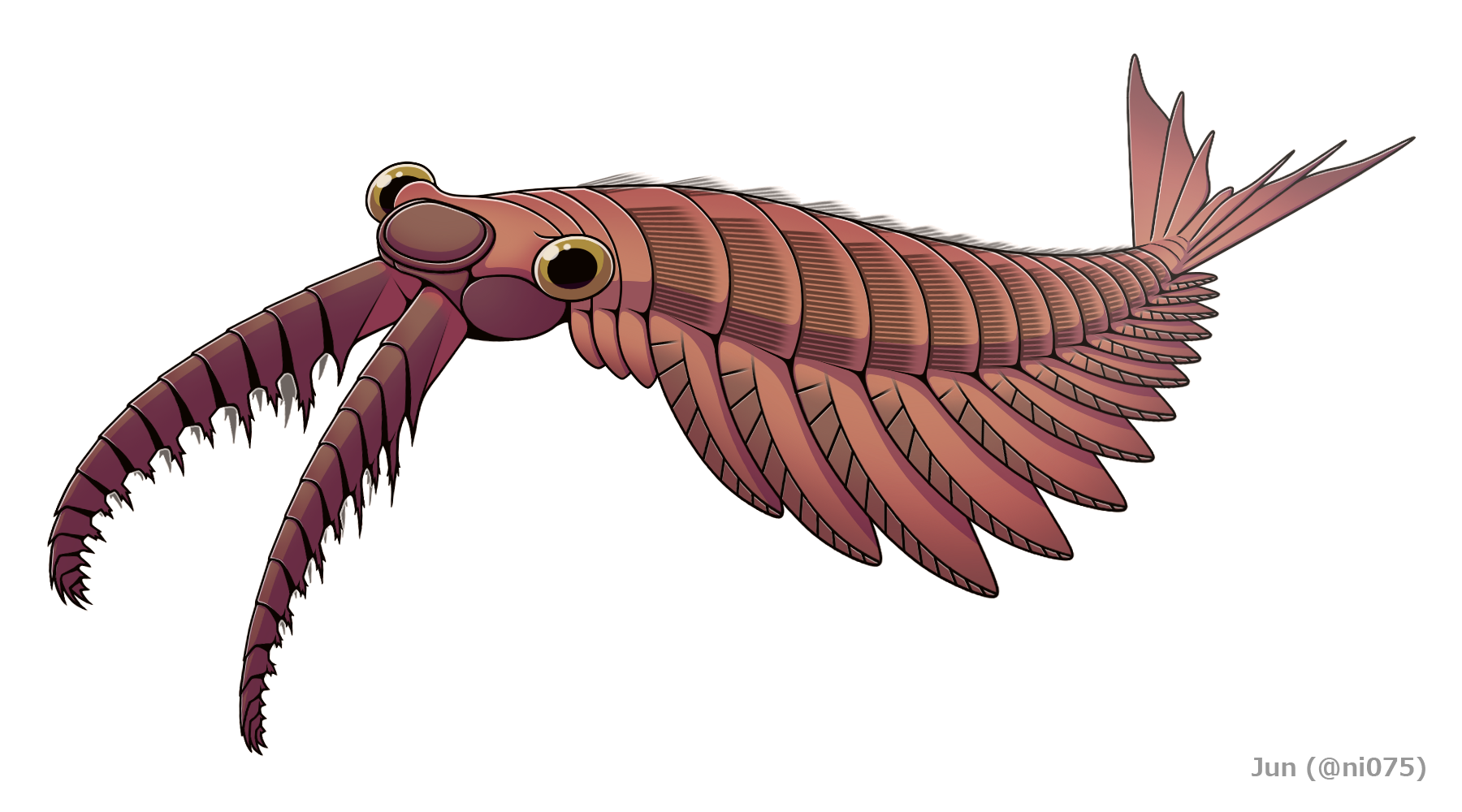
触手様の前部付属肢をもつアノマロカリス（ラディオドンタ類）

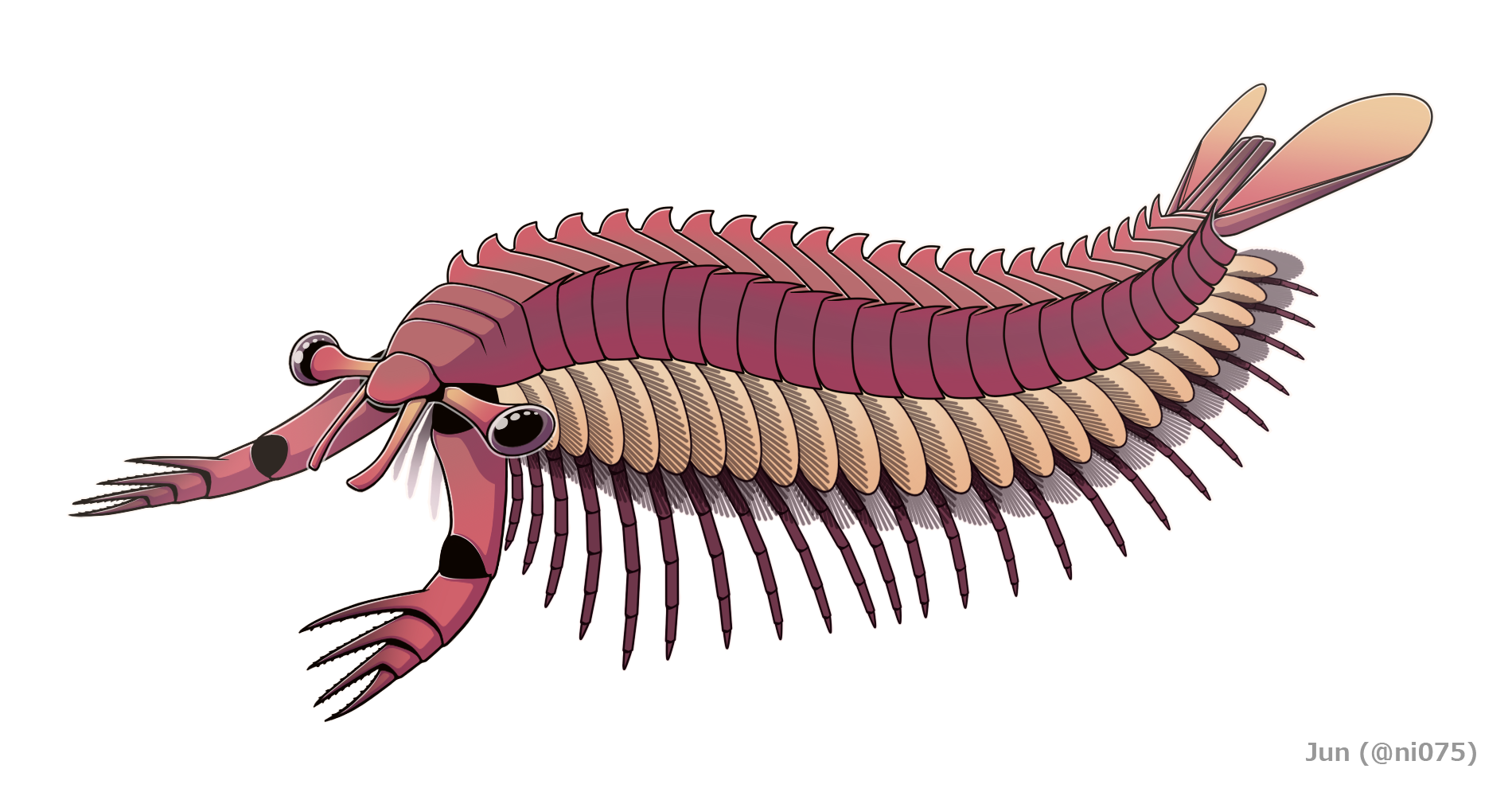
二十数節の胴節と発達した尾扇をもつフォルティフォルケプス（メガケイラ類）

キリンシアは複数の化石節足動物の分類群に似た特徴が見られ、次の通りに列挙される。
眼：オパビニア類
Zeng et al. 2020 と Moysiuk & Caron 2022 の解釈に基づくと、本属の2対と中央1つの眼は全てが発達で大小に分化され、そのほとんどが集約した眼柄に配置される。このような5つの眼は知られる限りオパビニア類のオパビニアのみに共通する。
前端の付属肢：ラディオドンタ類
本属の前端の付属肢は、ラディオドンタ類、特にアノマロカリス科とアンプレクトベルア科の種類の前部付属肢（frontal appendage）から区別しにくいほどよく似ている。広い可動域・十数節の肢節数・対になって大小を繰り返した内突起は上述の科の前部付属肢において一般的な特徴であり、触手様の全面的形態と柄部で斜めに広げた節間膜はアノマロカリス（アノマロカリス科）、内突起の両縁に並んだ複数対の棘はラムスコルディア（アンプレクトベルア科）とパラノマロカリスに類似する。逆に前部付属肢との明瞭な相違点は少なく、眼より後ろから生えること（前部付属肢は眼より前）・上向きの湾曲方向（前部付属肢は基本的に下向き）・外側の棘の欠如（前部付属肢は基本的に外側の棘がある）のみ挙げられるが、これらの性質は、むしろ他の化石真節足動物における捕獲用の前端の付属肢（イソキシスの前端の付属肢、メガケイラ類の大付属肢など）に類似する。
胴体：メガケイラ類
本属の背甲に覆われる頭部や同規的な背板と二叉型付属肢をもつ胴部は、化石節足動物の中で特にメガケイラ類（大付属肢節足動物）に似ている。その中でも両後端が丸みを帯びた背甲はハイコウカリス、二十数節の胴節数はフォルティフォルケプスなどに類似する特徴である。
尾部と尾扇：Artiopoda類、Hymenocarina類、フーシェンフイア類、メガケイラ類
本属のように後方複数体節の癒合でできて、胴部とほぼ同形の付属肢を数対有する尾部は、三葉形類（三葉虫など）のArtiopoda類に見られる特徴である。一方、中央1枚と左右2枚の構造体でできた尾扇は、フーシェンフイア類（チェンジャンゴカリスなど）・Hymenocarina類（オダライアなど）・メガケイラ類（フォルティフォルケプスなど）のそれぞれの一部の種に見られる特徴である。なお、このような尾部と尾扇をあわせもつ化石節足動物は、知られる限り本属のみである。

## 生態
発達した複眼・消化腺のある中腸・能動的な捕獲用の前端の付属肢をもつことにより、キリンシアは視力に頼って餌を探した捕食者もしくは腐肉食者であったと考えられる。鰭のような外肢で上手に泳ぎながら、尾扇で方向転換できたと推測される。

## 分類
胴部に硬質の背板と関節肢をもつことにより、キリンシアは容易に真正の節足動物（真節足動物 Euarthropoda、Deuteropodaに含まれる節足動物）として認められる。しかしながら、本属の触手様の前端の付属肢と発達した奇数個の眼は、むしろ基盤的な節足動物であるオパビニア類やラディオドンタ類に似た特徴である。そのため、本属は基盤的な節足動物と真節足動物の間に当たる、両者の中間型生物（ミッシングリンク）だと考えられる。Zeng et al. 2020 をはじめとする多くの系統解析はこの説に応じて、節足動物の中でキリンシアは少なくともラディオドンタ類の次に基盤的で、残りほぼ全ての真節足動物より早期に分岐したとされる。また、フェンゼンギアとの類縁関係を支持する解析結果も出ている。

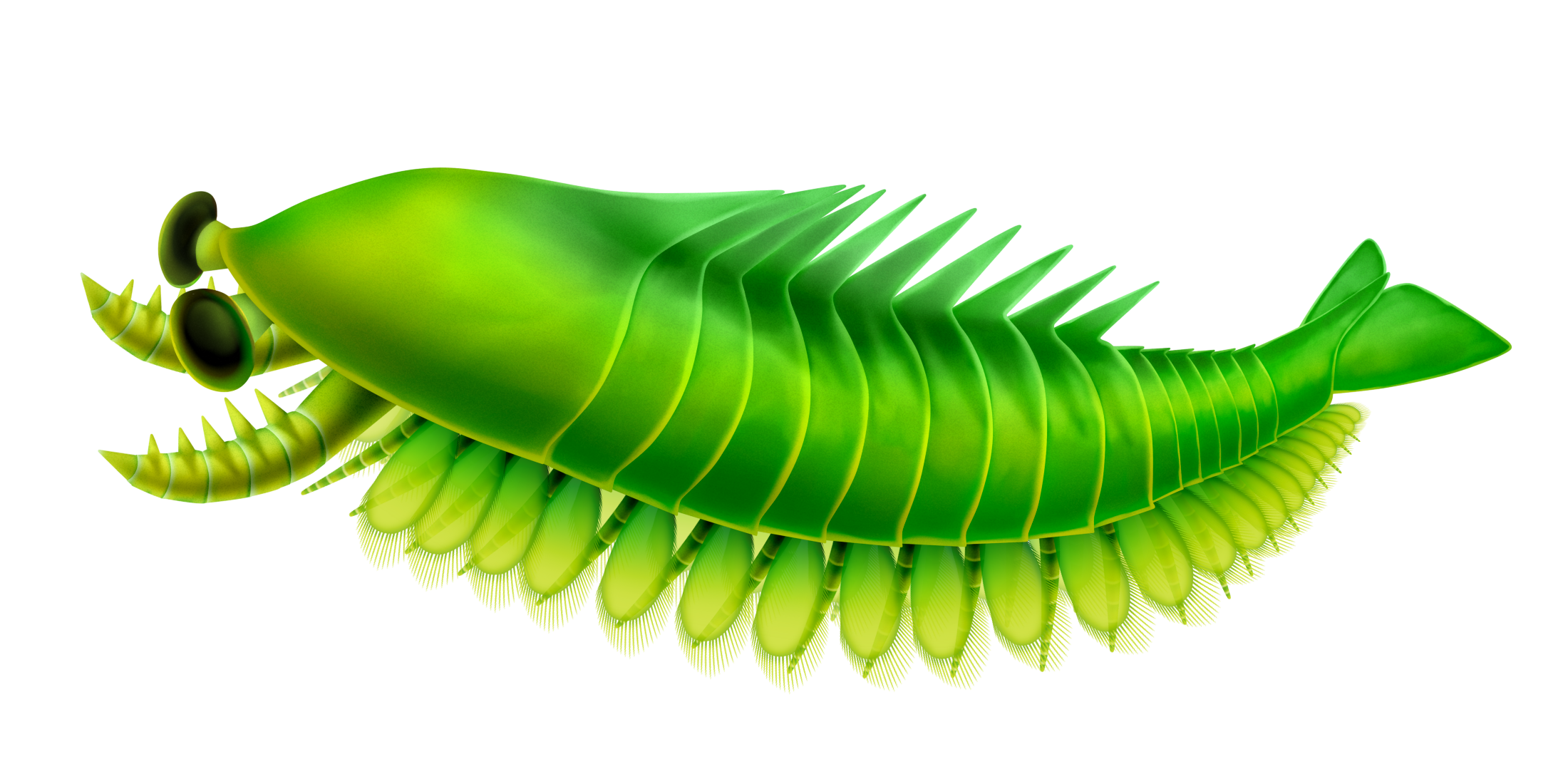
フェンゼンギア

キリンシア（キリンシア属 Kylinxia）は模式種（タイプ種）である Kylinxia zhangi のみによって知られる。

## 発見の意義
キリンシアの発見は、初期の節足動物の研究分野（系統仮説、付属肢の相同性や進化など）に重要な情報を与えたとされ、次の通りに列挙される。

### 初期の節足動物のミッシングリンク
オパビニア類とラディオドンタ類は、いくつかの形質により基盤的な節足動物として広く認められる（詳細はオパビニア科#分類とラディオドンタ類#系統関係を参照）。しかしこれらの古生物は、真節足動物の特徴である背板と胴部の関節肢をもたず、かつては未詳化石扱いされるほど、一見では節足動物らしからぬ全面的形態をもつ。そのため、胴部に背板と関節肢をもつ真節足動物でありながらも、前述した類と似た眼や前端の付属肢をあわせもつキリンシアは、基盤的な節足動物と真節足動物を結びつけたミッシングリンクであり、両者の形態上のギャップを埋めた中間型生物とされる。真節足動物の中でこれほど基盤的な節足動物に類似する特徴が見られるのも、キリンシアは知られる中で初例である。

### 頭部構造の相同性と進化

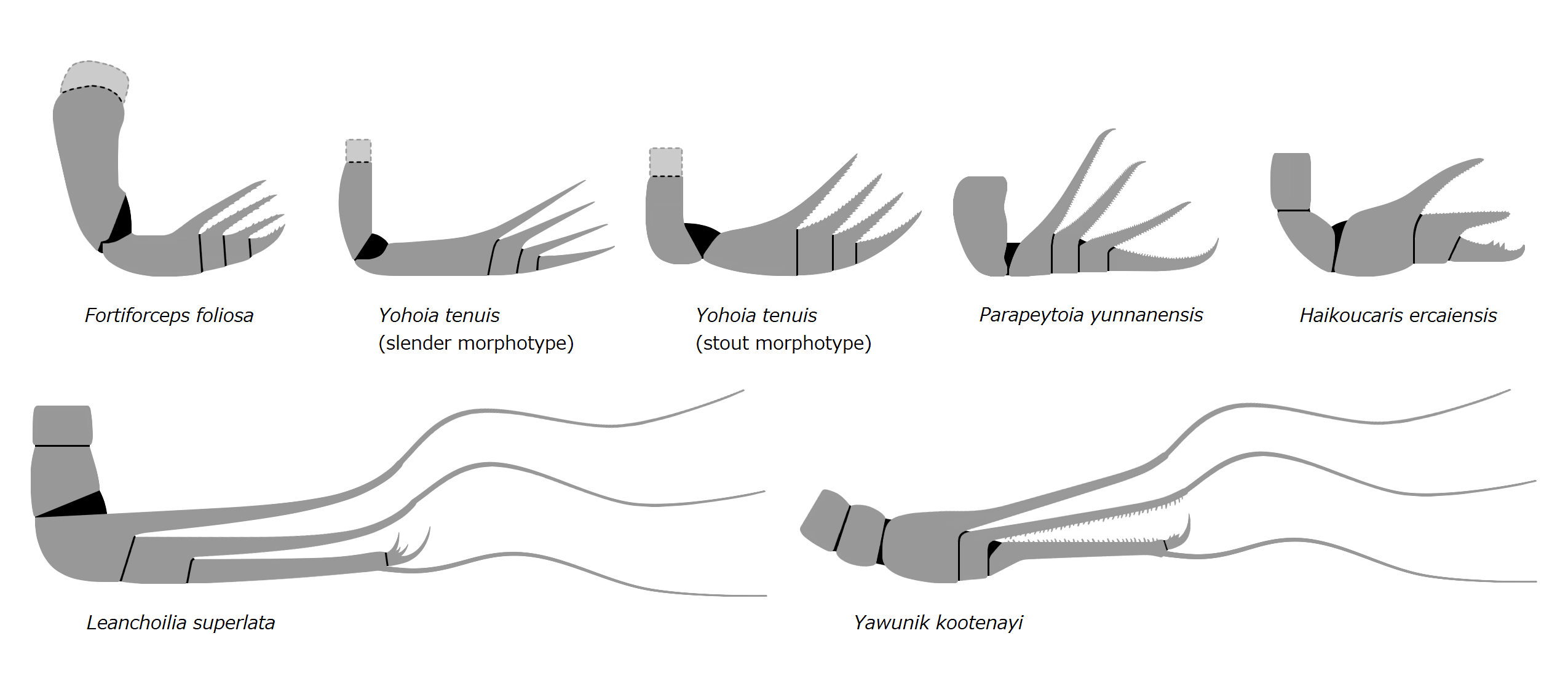
メガケイラ類の大付属肢

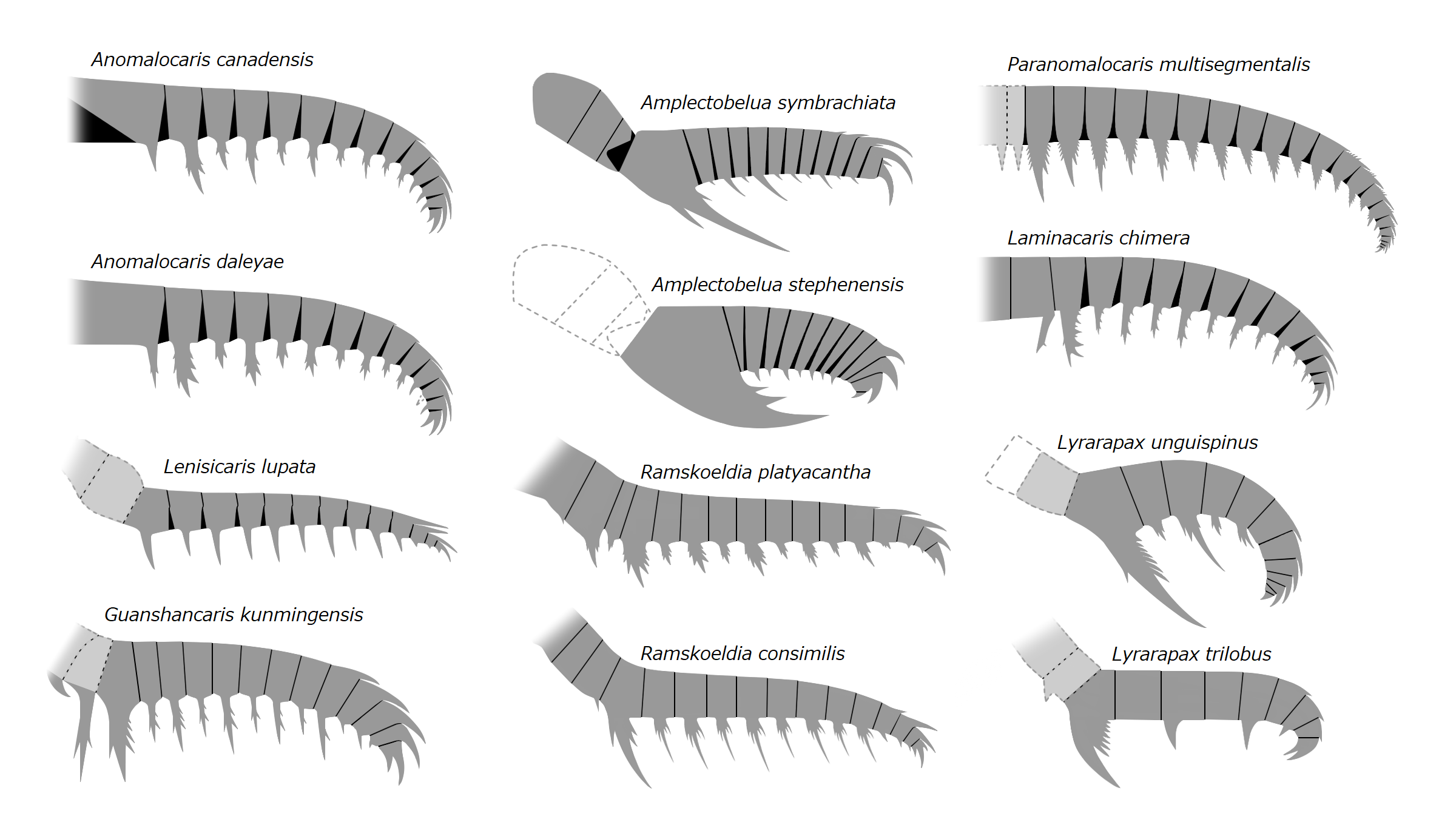
ラディオドンタ類の前部付属肢

学名「Deuteropoda」（中大脳 deutocerebrum + pod 脚）に現れるように、真節足動物における大付属肢（メガケイラ類）・鋏角（鋏角類）・第1触角（Artiopoda類、フーシェンフイア類、Hymenocarina類、大顎類）などの前端の付属肢は、中大脳性で、すなわち第1体節に由来するのが特徴である。それに対して基盤的な節足動物であるラディオドンタ類の前端の付属肢、いわゆる前部付属肢は、どの脳神経節に対応（どの体節に由来）し、真節足動物の前端の付属肢に相同するか否かは諸説に分かれ、前大脳性（先節由来）と中大脳性（第1体節由来）という2説で多くの議論が繰り広げられた。その中でも、ラディオドンタ類のライララパクスで見つかった脳とされる痕跡が Cong et al. 2014 に記載される以降、2010年代後期において前大脳性説は主流になり、前部付属肢は多くの文献記載に真節足動物の前端の付属肢とは別起源扱いされた。
しかしキリンシアにおける中大脳性の前端の付属肢とラディオドンタ類の前部付属肢は、とても別起源とは思えないほど多くの類似点が見られ、特にキリンシアの前端の付属肢は、真節足動物の前端の付属肢に類似する特徴もわずかにあわせもつ（上向きの湾曲方向・外側の棘の欠如など）。これにより、ラディオドンタ類の前部付属肢と真節足動物の前端の付属肢の相同性が強く示唆され、前部付属肢は実は中大脳性（すなわち Cong et al. 2014 の見解は誤解釈）、もしくは真節足動物の共通祖先がホメオティック遺伝子変異を通じて、前大脳性/先節由来だった付属肢を中大脳性の第1体節に移ったと考えられる。また、この相同性と上述の系統関係に踏まえて、ラディオドンタ類・キリンシア・メガケイラ類などを通じて見られる、前端の付属肢の捕獲用に特化した特徴（発達した爪/内突起に棘をもつことなど）は節足動物の祖先形質であり、真節足動物の派生的な系統群から別の形態（例えば鋏角類は鋏角、Artiopoda類と大顎類などは第1触角）に進化したことも示唆される。
前端の付属肢以外では、キリンシアをはじめとしてカンブリア紀のいくつかの節足動物から大きな中眼（スタンレイカリスなど）・先頭の甲皮（ラディオドンタ類、フーシェンフイア類など）・口以降4対の頭部付属肢（すなわち6節の体節が含まれる頭部、ジェンフェンギアなど）が見つかることにより、これらの性質が真節足動物の祖先形質である可能性も示唆される。特に頭部が6節であることは現生の大顎類に共通のため、大顎類的な体節数の頭部は真節足動物の基部系統から既に進化した可能性を示される。

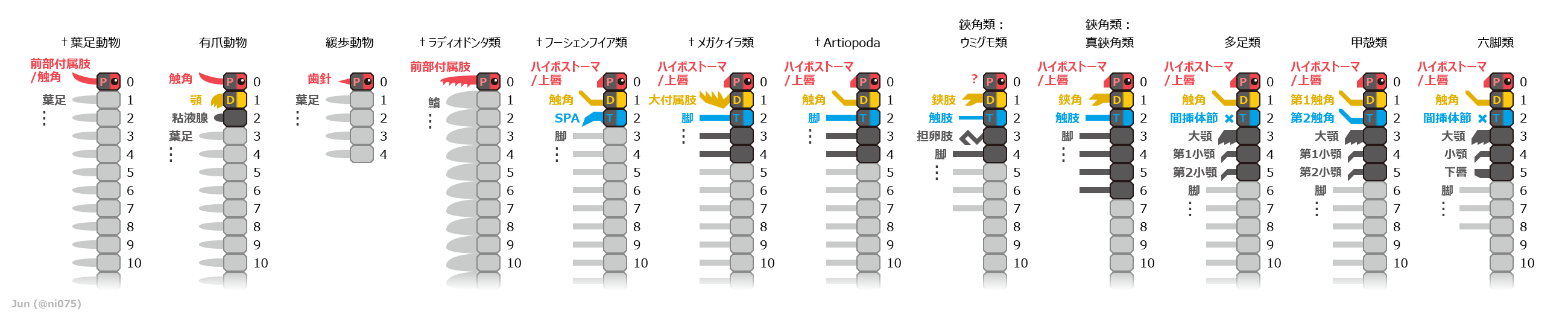
様々な汎節足動物における体節と付属肢の対応関係（フーシェンフイア類以降の右の模式図は全て真節足動物）[21]。ここでラディオドンタ類の前部付属肢は前大脳性（赤、P）とされるが、これはキリンシアの発見により中大脳性（黄、D）と書き替えられるか、前大脳性だとしても他の節足動物の中大脳性の付属肢に相同する可能性がある[2]。

### 節足動物の初期系統仮説に及ばす影響
本属の原記載である Zeng et al. 2020 は節足動物の初期系統仮説を検証したところ、キリンシアを含んだ系統解析は、それを除いたものとは異なった結果が見られ、系統解析における本属の情報源としての重要性を示した。中でもイソキシス類（Isoxyid、イソキシス科 Isoxyidae）の系統位置は本属の有無によって大きく変わり、本属を除いた従来の系統解析では、往々にして基盤的でラディオドンタ類に近い位置にあるとされるが、本属を含んで解析したところでは、むしろArtiopoda類と大顎類を含んだ系統群に近いとされるようになった。これはイソキシス類の代わりにラディオドンタ類とメガケイラ類の類縁関係が、両者に類する特徴をあわせもったキリンシアの存在により、従来より強く結びつけられたからと考えられる。

### 付属肢のみに基づいたラディオドンタ類の同定の不確実性

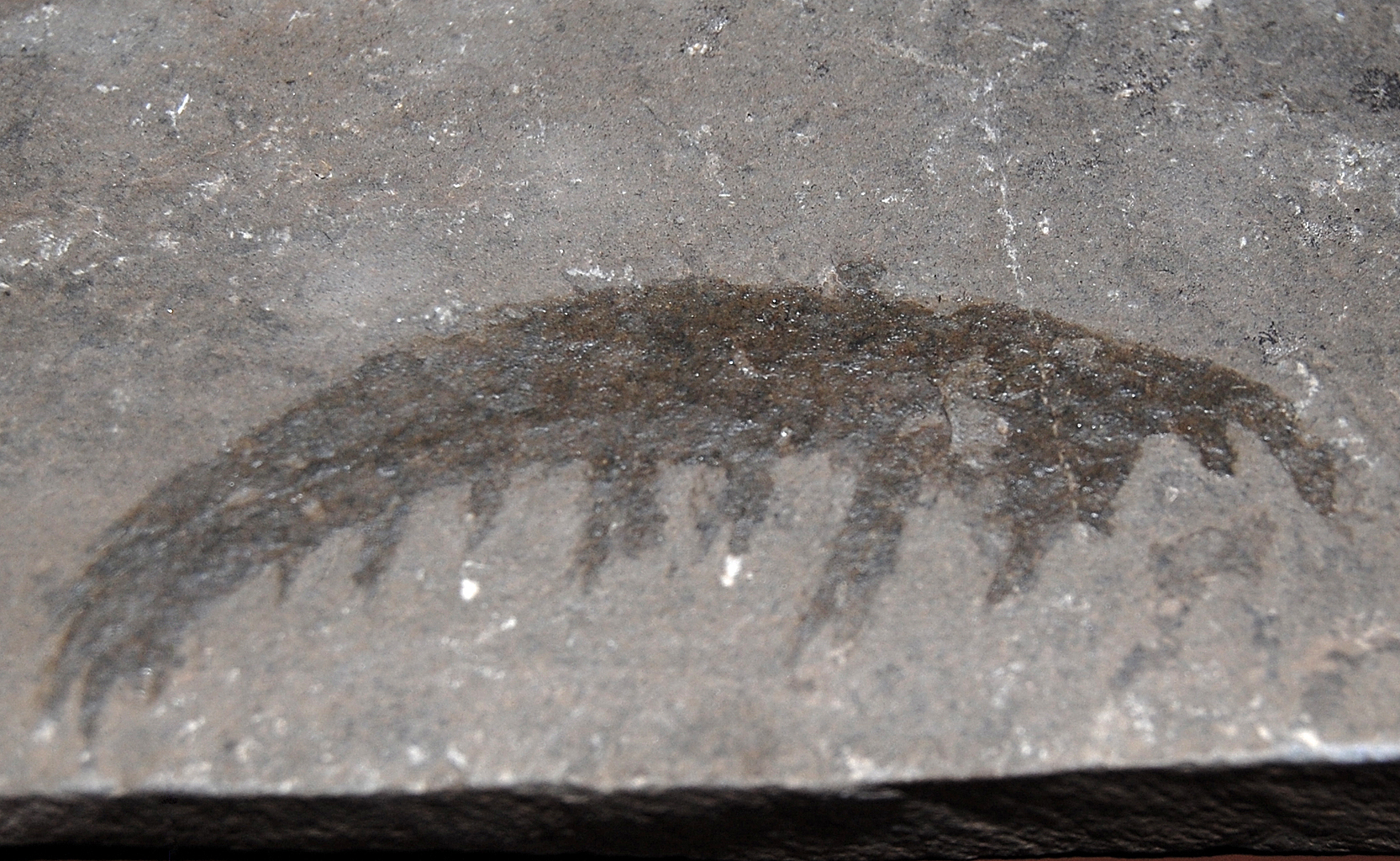
ラディオドンタ類の前部付属肢の化石は、このように単離した状態で発見されることが多い

本属が発見される以前、その前端の付属肢のように十数節に分かれ、対になって大小を繰り返した内突起に分岐をもつ触手様の関節肢は、ラディオドンタ類の前部付属肢のみによって知られていた（類似の例として、本属より先に発見される Kiisortoqia と Bushizheia の前端の付属肢はラディオドンタ類を彷彿とさせるが、触角様の華奢な構造で前部付属肢から区別できる）。加えて、前部付属肢の特徴はラディオドンタ類の同定で重要視される形質であり、その中で単離した付属肢のみ知られ、ラディオドンタ類の前部付属肢として同定される化石標本も多く記載された。しかし真節足動物であるキリンシアの前端の付属肢は、区別しにくいほどラディオドンタ類の前部付属肢によく似ていた（単離した状態なら、唯一の明瞭な違いは外側の棘の欠如のみである）。これにより、今後このような形をした単離の付属肢が発見されても、ラディオドンタ類に由来でない可能性も考慮すべきになりかねない。